# 캘빈 쿨리지
존 캘빈 쿨리지 주니어(영어: John Calvin Coolidge, Jr., 1872년 7월 4일 ~ 1933년 1월 5일)는 미국의 30대 대통령이었다. 자신의 과묵한 뉴잉글랜드 태도와 통치에 사무적인 접근으로 유명한 쿨리지는 1923년부터 1929년까지 대통령직을 지냈다. 매사추세츠주의 공화당 주지사로서 쿨리지는 1919년 보스턴 경찰 파업을 해결한 것으로 국내적 주의를 얻었다. 그는 워런 G. 하딩 대통령 아래 부통령이 되었고, 그러고나서 1923년 하딩이 사망할 때 대통령으로 그의 뒤를 이었다. 그는 1924년 재선되었다. 자신의 첫 기간처럼 그의 2번째 기간은 존재하는 경제 질서와 함께 정통적인 만족에 의하여 성격이 묘사되었다.
쿨리지는 전임자 행정부의 스캔들 후에 백악관에서 대중의 신뢰를 회복하였고, 숙고적인 인기와 함께 직위를 떠났다. 그의 전기작가가 후에 넣으면서 "그는 중산층의 영혼과 희망들을 구체화 하고, 그들의 갈망을 판단하고, 그들의 의견을 표현하였다. 그가 수준의 천재를 대표한 것은 그의 힘의 가장 설득력 있는 증명이다"고 했다.
후에 많은이들은 쿨리지를 자유 방임 정부의 정통적 비판의 일부로서 쿨리지를 비판하였다. 그의 평판은 로널드 레이건 행정부 동안 문예부흥을 겪었으나 그의 대통령직의 궁긍적인 평가는 아직도 그의 정부 규모의 축소를 찬성한 자들과 경제를 규제하는 것에 연방 정부가 더욱 연루되었어야 한다고 믿은 자들 사이에 나뉘었다. 쿨리지는 아마 "미국의 비지니스가 비지니스입니다."고 말한 것으로 가장 잘 알려졌다.
미국 대통령 중 유일하게 미국 독립 기념일 (7월 4일)에 태어난 대통령이기도 하다. 저서로 〈자서전〉이 있다.

## 어린 시절과 경력

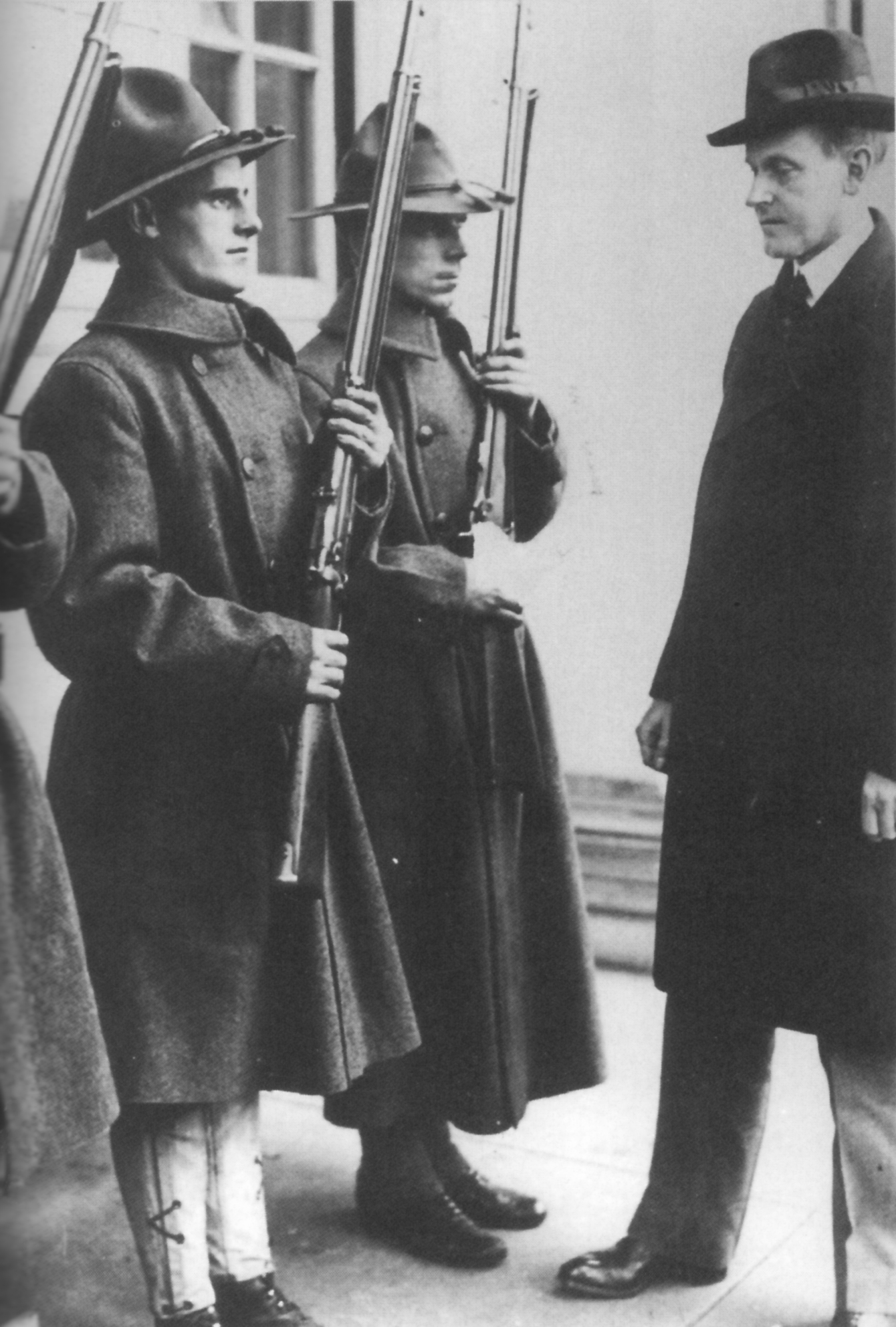
매사추세츠주지사 시절 보스턴 경찰 파업에서 매사추세츠 주군을 사열하는 쿨리지

버몬트주 플리머스에서 존 캘빈 쿨리지 1세와 빅토리아 무어에게 태어난 쿨리지는 미국 독립 기념일 (7월 4일)에 태어난 단 하나의 대통령이었다. 그는 대학 졸업에 자신의 이름으로부터 "존"을 떨어뜨렸다. 그는 매사추세츠주에 있는 애머스트 대학교에서 수학하였으며, Phi Gamma Delta의 회원이 되어 1895년 Cum laude를 조업하였다. 그는 노샘프턴에서 법률을 실천하였으며, 시의회 의원 (1899), 시 변호사 (1900 ~ 02), 법원 서기 (1904)와 국회 의원 (1907 ~ 08)을 지냈다.
1905년 쿨리지는 그레이스 애나 구드휴와 결혼하였다. 그들은 성격에서 정반대였으며 쿨리지가 조용하고 심각했던 동안 그레이스 여사는 말이 많고 재미를 사랑하는 편이었다. 그들은 2명의 아들 존 (1906년생)과 캘빈 2세 (1908년생)를 두었다.
1910년과 1911년 쿨리지는 노샘프턴의 시장으로 선출되었고, 1912년부터 1915년까지 매사추세츠주 상원을 지냈다. 그는 1916년부터 1918년까지 부주지사, 그리고 1919년부터 1920년까지 매사추세츠주지사였다. 1919년 쿨리지는 보스턴 경찰 파업을 강렬하게 끝내는 데 매사추세츠 주군에 명령을 내릴 때 국내적 주의를 얻었다. 그는 후에 노동 지도자 새뮤얼 곰퍼스에게 "아무나, 어디서나, 언제나 공공 안전을 공격하는 데 아무 권리가 없습니다."라고 썼다.

## 대통령 재임 (1923 ~ 29)

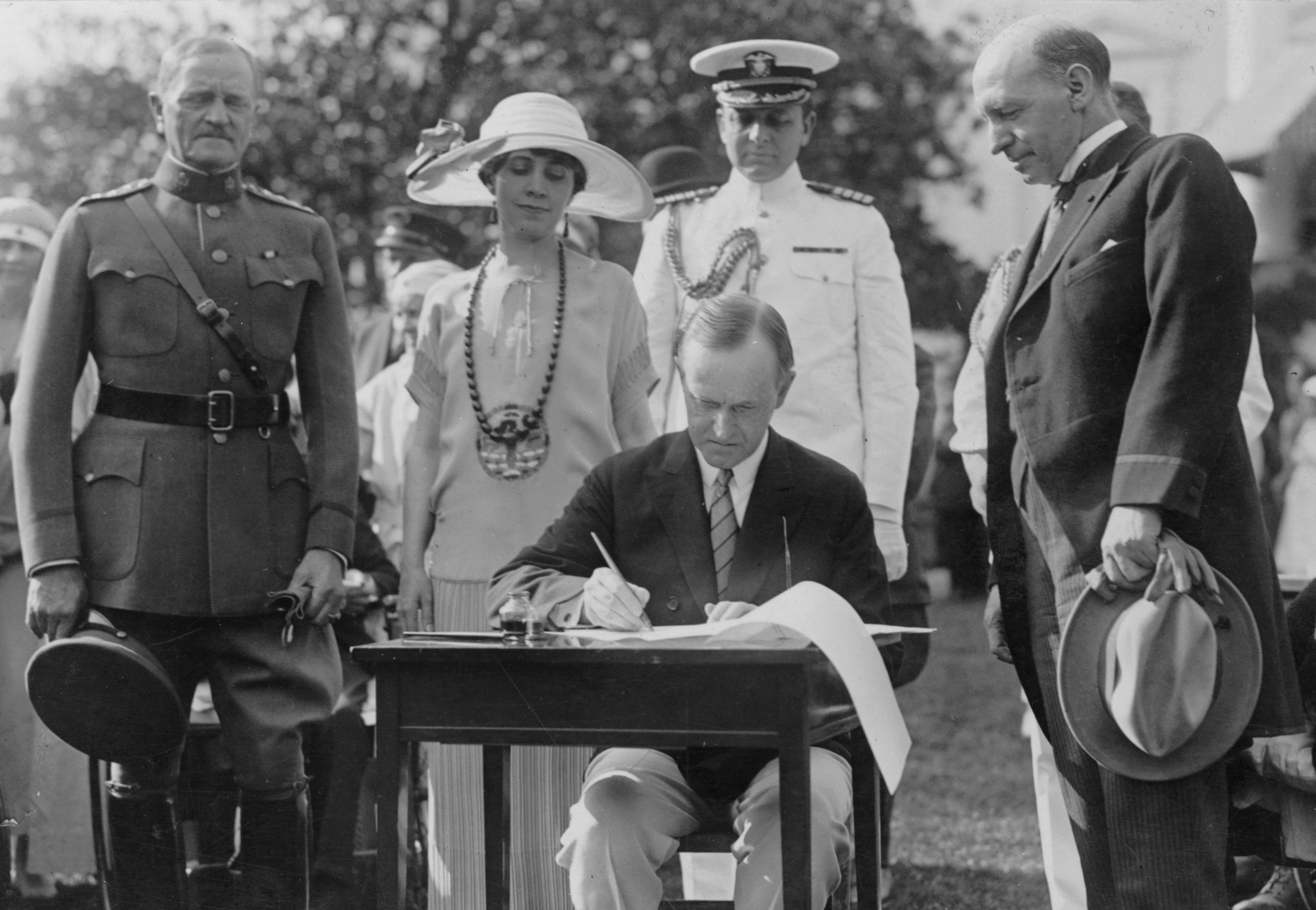
존 퍼싱 장군이 보이는 가운데 쿨리지가 몇몇의 법안들에 서명하는 모습

쿨리지는 1920년 공화당 대통령 후보 지명을 확보하는 데 시도하였지만 오하이오주 상원 워런 G. 하딩에게 패하였다. 당수들은 부통령을 위하여 위스콘신주 상원 어빈 렌루트를 지명하길 원했으나 전당 대회의 사절단들은 쿨리지를 지명하였다. 하딩 - 쿨리지 공천 후보는 오하이오주지사 제임스 M. 콕스와 해군 차관 프랭클린 D. 루스벨트를 상대로 60 퍼센트 대 34 퍼센트의 압도적인 승리에 쉽게 이겼다.
1921년 3월 4일 하딩은 대통령으로서 취임되었고, 1923년 8월 2일 사망할 때까지 대통령직을 지냈다. 하딩의 사망에 쿨리지는 대통령이 되었다. 쿨리지는 자신이 하딩의 사망을 들을 때 자신 가족의 집을 방문하고 있었다. 8월 3일 새벽 2시 47분 공증인 그의 부친은 등유 램프의 불에 의하여 가족의 응접실에서 대통령직을 선서시켰고, 쿨리지는 워싱턴 D. C.로 돌아와 윌리엄 하워드 태프트 대법관에 의하여 다시 선서되었다.

### 정책들

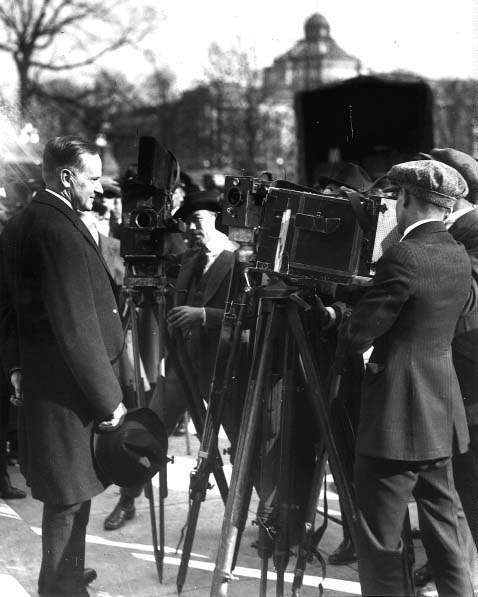
보도진들과 함께

1924년 미국 대통령 선거에서 자신의 권리에서 미국의 대통령으로 쉽게 선출되었다. 쿨리지는 대통령이었던 동안 라디오의 새로운 매체의 이용과 몇번 라디오 역사를 만들었는 데 그의 취임식은 라디오에 첫 대통령 취임식 방송이었고, 1924년 2월 12일 그는 라디오에 정치적 연설을 하는 데 첫 미국 대통령이 되었으며 2월 22일 그는 백악관으로부터 그런 연설을 하는 데 첫 대통령이 되었다.
쿨리지의 대통령 재임 동안 미국은 "광란의 20년대"로 알려지면서 경제 성장의 넓은 성공적인 시기를 경험하였다. 그는 자유 시장들에 끼어드는 시도를 하지 않은 마지막 대통령으로 "미국의 비지니스가 비지니스입니다."라는 명언에서 비지니스의 순환들이 자신들의 사업을 진행시키게 하였다. 그는 연방 정부를 잉여 농산물을 매입하는 것을 허용하는 데 꾸며진 맥너리 - 호겐 농장 구호 법안"을 제안하는 것을 거부하였다. 그 일은 쿨리지 대통령이 세금을 낮춘 것 뿐만 아니라 국내적 빚을 줄인 것을 한다. 이후에 어떤 주석자들이 쿨리지를 순이론적인 자유 방임 공론가로서 비판을 하였어도 역사가 로버트 소벌은 "매사추세츠주지사로서 쿨리지는 임금과 시간의 법률 제정을 성원하였고, 어린이 노동을 반대하였고, 제1차 세계 대전이 일어난 동안 경제 통제를 강요하였으며, 공장들에서, 그리고 기업 게시판에 노동자 대표에 마저 안전 대책에 호의를 가졌다. 대통령인 동안 그가 이 대책들을 성원하였나? 아니다, 1920년대에 이런 문제들은 주와 지방 정부들의 책임들을 숙고되었기 때문이다."라고 쿨리지의 연방주의의 의식에 기초를 둔 어떤 문맥을 제공한다.

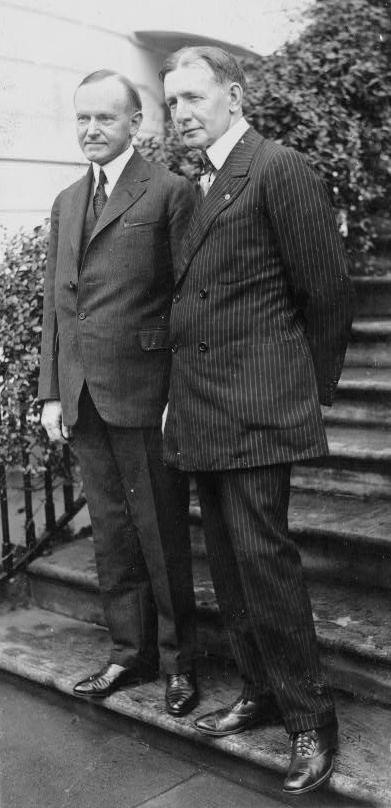
찰스 G. 도스 부통령과 함께

쿨리지는 국제연맹에서 미국의 회원 자격을 반대하였으나 행정부는 고립주의가 아니었다. 그 가장 주목할 만한 발의권은 쿨리지의 국무장관 프랭크 켈로그와 프랑스의 외무장관 아리스티드 브리앙의 이름을 딴 1928년의 켈로그-브리앙 조약이었다. 1929년에 비준된 조약은 서로의 관계에서 국가 정책의 수단으로서 전쟁을 포기하는 데 미국, 프랑스, 영국, 독일, 이탈리아와 일본을 포함한 조인 가맹국을 위탁하였다. 또한 1928년 쿨리지는 쿠바 아바나에서 열린 팬아메리칸 회의에서 미국을 대표하여 그 나라를 방문하는 데 유일한 대통령으로 그를 만들었다. 쿨리지는 얼마간 인기없던 미국의 니카라과 점령을 유지하였다.
쿨리지는 재선을 추구하지 않았으며, "나는 1928년 대통령을 위하여 나가는 데 선택하지 않았습니다."라며 전형적인 간결과 함께 자신의 결정을 공고하였다. 대통령직을 떠난 후, 그와 그레이스 여사는 그의 정치적 경력이 시작된 노샘프턴으로 돌아갔다.

### 주요 대통령 법령들
- 1924년 이민 법령 서명

- 1924년 수익 법령 서명

- 1924년 인디언 시민권 법령 서명

- 1926년 수익 법령 서명

- 1927년 라디오 법령 서명

- 1928년 수익 법령 서명

### 행정부와 내각

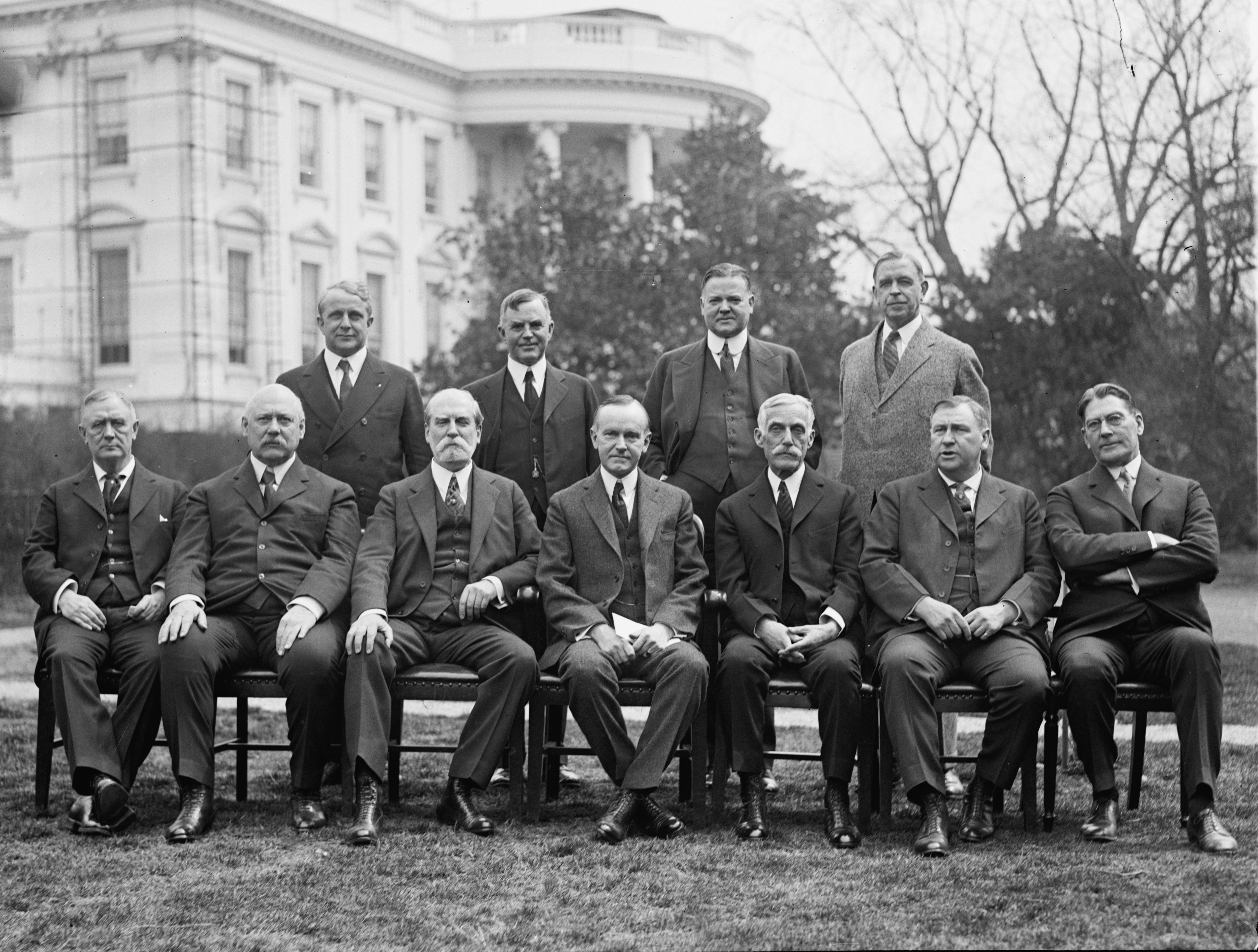
1924년 쿨리지 내각.
앞줄, 좌로부터 해리 S. 뉴, 존 W. 위크스, 찰스 에번스 휴스, 쿨리지, 앤드루 멜론, 할란 F. 스톤, 커티스 D. 윌버
뒷줄, 좌로부터 제임스 J. 데이비스, 헨리 C. 월리스, 허버트 후버, 휴버트 워크

| 직책     | 이름                 | 재임 기간 |
|          |                      |           |
| 대통령   | 캘빈 쿨리지          | 1923-1929 |
| 부통령   | 없음                 | 1923-1925 |
|          | 찰스 G. 도스         | 1925–1929 |
|          |                      |           |
| 국무장관 | 찰스 에번스 휴스     | 1923-1925 |
|          | 프랭크 켈로그        | 1925–1929 |
| 재무장관 | 앤드루 멜론          | 1925–1929 |
| 전쟁장관 | 존 W. 위크스         | 1923-1925 |
|          | 드와이트 F. 데이비스 | 1925-1929 |
| 법무장관 | 해리 M. 도허티       | 1923-1924 |
|          | 할란 F. 스톤         | 1924-1925 |
|          | 존 G. 사전트         | 1925-1929 |
| 우정장관 | 해리 S. 뉴           | 1923-1929 |
| 해군장관 | 에드윈 덴비          | 1923-1924 |
|          | 커티스 D. 윌버       | 1924-1929 |
| 내무장관 | 휴버트 워크          | 1923-1928 |
|          | 로이 O. 웨스트       | 1928-1929 |
| 농무장관 | 헨리 C. 월리스       | 1923-1924 |
|          | 하워드 M. 고어       | 1924-1925 |
|          | 윌리엄 M. 자딘       | 1925-1929 |
| 상무장관 | 허버트 후버          | 1923-1928 |
|          | 윌리엄 F. 화이팅     | 1928-1929 |
| 노동장관 | 제임스 J. 데이비스   | 1923-1929 |

### 대법원 임명
쿨리지는 할란 F. 스톤을 1925년 미국 대법원의 대법관으로 임명하였다.

## 퇴직과 사망

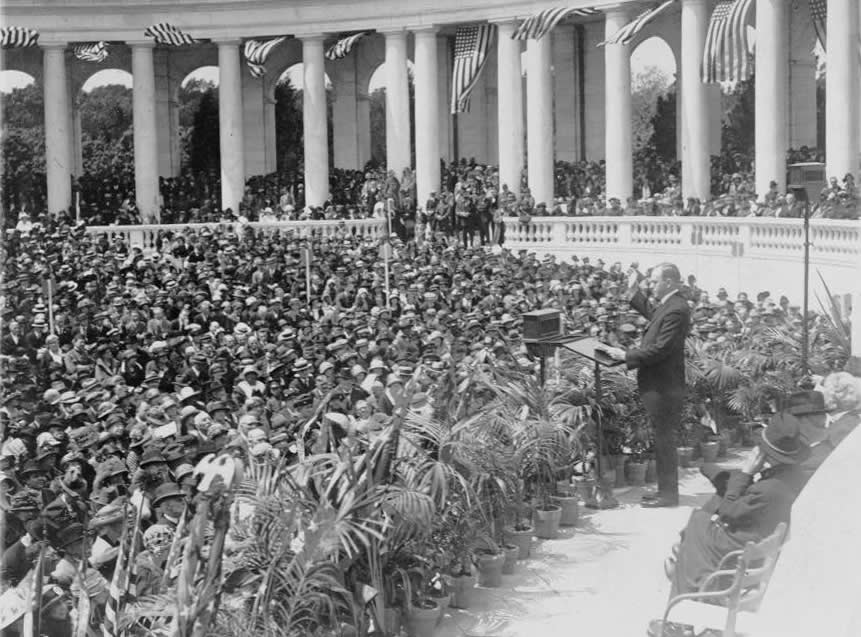
알링턴 국립묘지의 로마식 기념 원형극장에서 관중들에게 연설하는 쿨리지 (1924년)

대통령직을 떠난 후, 쿨리지는 초당파 철도 위원회의 의장, 맹인 재단의 명예 회장, 뉴욕 생명 보험 회사의 이사, 미국 골동품 연구 사회의 회장과 애머스트 대학교의 수탁자를 지냈다. 쿨리지는 메인주 루이스턴에 있는 베이츠 대학교로부터 명예 법학 박사 학위를 받았다.
쿨리지는 1929년 자서전을 펴냈으며 1930년부터 1931년까지 "캘빈 쿨리지가 말한다,"라는 배급 신문의 난을 썼다. 1933년 1월 5일 노샘프턴의 저택에서 61세의 나이에 관상 동맥 혈전증으로 사망하였다. 자신의 사망에 대비하여 쿨리지는 자신의 건강이 매우 급속히 쇠퇴하기 시작한 후, 후버의 재선 패배에 관하여 실망을 느꼈다. 쿨리지는 옛 친구에게 "난 이 시대에는 더 이상 적합하지 않다고 느낀다"라고 얘기하였다.
쿨리지는 가족 농가가 박물관으로서 유지된 버몬트주 플리머스노치에 있는 간단한 비석 아래 안장되었다. 버몬트주는 1972년 7월 4일 쿨리지의 100세 생일을 특정짓는 데 가까이 새로운 역사적 장소의 방문객 센터를 봉납하였다.

### "조용한 캘"
쿨리지가 실력있고, 효과적인 대중의 연설자로 알려졌어도 사생활에 있어 그는 몇마디의 남자였으며, 그러므로 공동적으로 "조용한 캘"로 언급되었다. 그 것은 백악관 만찬 내빈이 식사 코스가 있는 동안 자신이 대통령을 최소한 이 말들을 하게 할 수 있던 것을 한번 그녀의 친구들과 내기를 이루었다고 말한 것이다. 쿨리지에게 그녀의 내기를 말하면서 그는 "당신이 졌다"라고 응답하였다. 하지만 쿨리지의 다른 만찬 내빈은 "난 만찬의 파트너로서 그의 침묵에 관하여 불평한 자들이 그가 응답하는 데 가치로 생각한 평범의 저편으로 도달하는 데 전혀 노력하지 않은 것을 느끼는 데 어쩔 수 없었다."고 말해야 했다.
1924년 자신의 선거에 대비하여 쿨리지의 막내 아들 캘빈 2세는 백악관의 코트에서 테니스를 하면서 물집에 걸렸다. 물집이 감염되어 캘빈 2세는 사망하였다. 그 후에 쿨리지는 더욱 철회되었다. 대통령을 알던 사람들은 그의 아들의 사망으로부터 전혀 완전히 회복되지 않았다고 말했다. 그는 "내 아들이 죽을 때 대통령의 영광이 그와 함께 갔다."고 말하였다.
또한 캘리지는 유명한 말을 남겼다.
"끈기를 대신할 수 있는 것은 없다. 뛰어난 재능도 아니다. 재능이 있는데도 성공하지 못한 사람은 세상에 널렸다. 천재성도 아니다. 버림받은 천재성이란 말도 있지 않은가? 교육도 아니다. 이 세상은 교육받은 낙오자들로 가득차 있다. 끈기와 결단력만이 모든 것을 가능하게 만들어준다."
그의 철회된 자연은 또한 기억술의 "시원한 캘"을 위한 영감이었다.

## 참고 문헌
- 21세기 먼나라 이웃나라 제12권 미국 3 대통령편

## 역대 선거 결과
| 선거명      | 직책명            | 대수 | 정당   | 득표율 | 득표수 (선거인단)   | 결과 | 당락                     |
| ----------- | ----------------- | ---- | ------ | ------ | ------------------- | ---- | ------------------------ |
| 1915년 선거 | 매사추세츠 부지사 | 46대 | 공화당 | 52.13% | 255,542표           | 1위  | 매사추세츠 부주지사 당선 |
| 1916년 선거 | 매사추세츠 부지사 | 46대 | 공화당 | 56.07% | 283,166표           | 1위  | 매사추세츠 부주지사 당선 |
| 1917년 선거 | 매사추세츠 부지사 | 46대 | 공화당 | 60.37% | 223,157표           | 1위  | 매사추세츠 부주지사 당선 |
| 1918년 선거 | 매사추세츠 주지사 | 48대 | 공화당 | 50.87% | 214,863표           | 1위  | 매사추세츠 주지사 당선   |
| 1919년 선거 | 매사추세츠 주지사 | 48대 | 공화당 | 60.94% | 317,774표           | 1위  | 매사추세츠 주지사 당선   |
| 1920년 선거 | 미국의 부통령     | 29대 | 공화당 | 65.80% | 1,218,215표 (404명) | 1위  | 미국의 부통령 당선       |